# Phthiria lucidipennis
Phthiria lucidipennis är en tvåvingeart som beskrevs av Zaitzev 2005. Phthiria lucidipennis ingår i släktet Phthiria och familjen svävflugor.
Artens utbredningsområde är Spanien. Inga underarter finns listade i Catalogue of Life.